# باول شولمان
باول شولمان (بالإنجليزية: Paul Shulman)‏ هو ضابط وجندي أمريكي، ولد في 1922 في كونيتيكت في الولايات المتحدة، وتوفي في 16 مايو 1994 في حيفا في إسرائيل.